# Trilogía de Fallot
La trilogía de Fallot es una cardiopatía congénita caracterizada por la estenosis pulmonar; hipertrofia del ventrículo derecho y comunicación interauricular (existencia de un orificio en el tabique que separa las dos aurículas).
El tratamiento de esta cardiopatía solo es quirúrgico, por medio de una toracotomía. Si esta afección no es detectada o es confundida con un estado cianótico generalizado, la expectativa de vida es corta.

## Historia
Esta lesión lleva el nombre del cardiólogo francés que la diferenció clínicamente Etienne-Louis Arthur Fallot, quien dedicó sus trabajos al estudio de los problemas cardiovasculares y la describió en 1888, al igual que la Tetralogía de Fallot.